# Protitame
Protitame is een geslacht van vlinders van de familie spanners (Geometridae), uit de onderfamilie Ennominae.

## Soorten
- P. albescens McDunnough, 1939
- P. discalis McDunnough, 1939
- P. matilda Dyar, 1904
- P. pallicolor Dyar, 1923
- P. virginalis Hulst, 1901